# Vodranci
Vodranci este o localitate din comuna Ormož, Slovenia, cu o populație de 146 de locuitori.